# Regarding Henry (soundtrack)
Regarding Henry (Music from the Motion Picture Soundtrack) is de originele soundtrack, gecomponeerd door Hans Zimmer voor de film Regarding Henry uit 1991 van Mike Nichols. Het album werd uitgebracht op 6 augustus 1991 door Capitol Records en EMI Records.
De partituur werd georkestreerd door Bruce Fowler. Het album werd opgenomen en gemixt door Jay Rifkin. De opnames vonden plaats bij Media Ventures, Los Angeles en Right Track Recording, New York.

## Tracklijst
| Nr. | Titel                     | Duur |
| --- | ------------------------- | ---- |
| 1.  | Walkin' Talkin' Man       | 3:36 |
| 2.  | A Cold Day in NY          | 2:21 |
| 3.  | Blowfish                  | 3:09 |
| 4.  | Ritz                      | 4:48 |
| 5.  | Henry Vs. Henry           | 3:12 |
| 6.  | Ritz Part II              | 3:11 |
| 7.  | I Don't Like Eggs         | 3:18 |
| 8.  | Gotta Get Me Some of That | 3:31 |
| 9.  | Central Park, 6PM         | 4:20 |
| 10. | Buddy Grooves             | 5:19 |

## Personeel
- Kyle Eastwood – basgitaar, gesynthetiseerde bas
- Bruce Fowler – percussie
- Walt Fowler – hoorn
- Kirke Godfrey – percussie
- Kathy Lenski – viool
- Bobby McFerrin – zang
- Hans Zimmer – keyboards, synthesizer, programmering (Akai, Yamaha DX Series, Steinberg)